# Francesco Savino
Francesco Savino (ur. 13 listopada 1954 w Bitonto) – włoski duchowny katolicki, biskup Cassano all’Jonio od 2015.

## Życiorys
Święcenia kapłańskie otrzymał 24 sierpnia 1978 i został inkardyniwany do diecezji Ruvo i Bitonto (w latach 1982–1986 Bitonto, a od 1986 archidiecezji Bari-Bitonto). Po święceniach był wikariuszem w parafii św. Sylwestra w rodzinnym mieście. W latach 1985–1989 był proboszczem parafii Chrystusa Króra w Bitonto, a w kolejnych latach kierował parafią sanktuaryjną Świętych Medyków.
28 lutego 2015 papież Franciszek mianował go ordynariuszem diecezji Cassano all’Jonio. Sakry udzielił mu 2 maja 2015 ówczesny metropolita Bari-Bitonto – arcybiskup Francesco Cacucci.